# Flore Pensaert
Flore Danny Marie-Joseph Pensaert (Gent, 2 oktober 1997) is een Nederlandstalig Belgisch (naakt)model, actrice en influencer. Daarnaast is ze activiste tegen seksueel grensoverschrijdend geweld; in 2023 werd ze gekroond tot Miss Rebelgium door P-Magazine als erkenning voor haar strijd.

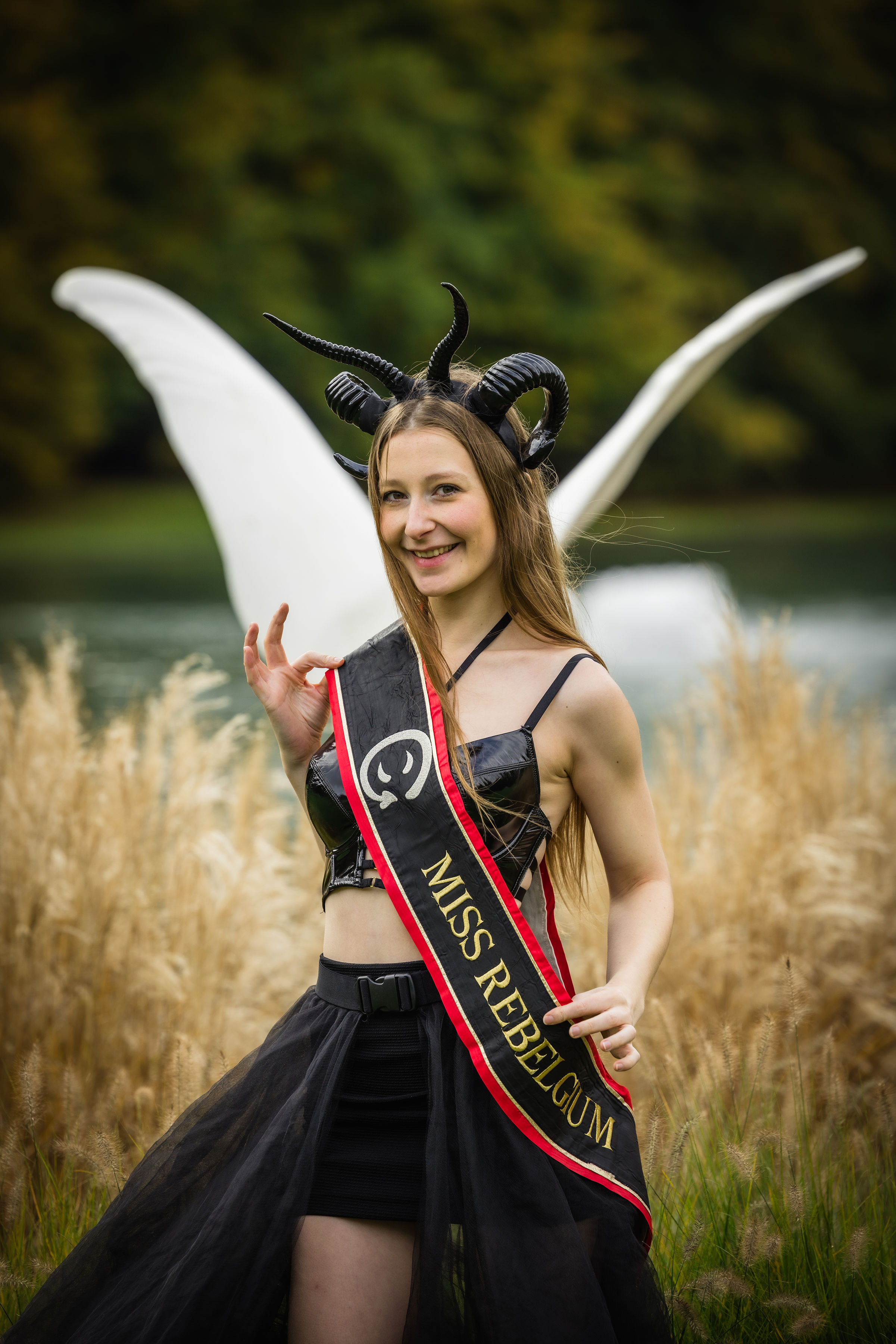
Flore Pensaert gekroond als Miss Rebelgium.

## Biografie
Pensaert werd geboren te Gent, waarna ze opgroeide en studeerde te Lokeren. Pensaert nam deel aan de kunstwedstrijd Kunstbende, in de categorie film en in de categorie performance waarin ze derde werd. Ook nam ze deel aan de poëzielezing georganiseerd door de plaatselijke poëzieclub.

## Activisme

### #Metoo
In 2015 startte Pensaert haar filmstudies aan filmschool RITCS te Brussel. Tijdens deze periode maakte ze verschillende situaties van seksueel grensoverschrijdend gedrag mee op filmsets en op haar filmschool. Toen de #Metoo beweging een platform kreeg in België, getuigde ze in 2017 over deze verhalen op talkshow Van Gils & gasten.

### Miss Rebelgium
In 2023 nam Pensaert deel aan de missverkiezing van Miss België. Echter werd zij uit deze wedstrijd gezet. De reden voor exclusie, zo verklaarde Pensaert, was dat haar imago als artistiek naaktmodel niet zou passen in de wedstrijd. 
Terzelfdertijd werd bekend via het VRT NWS Journaal dat de fotograaf van Miss België zich schuldig maakte aan seksueel grensoverschrijdend gedrag. Pensaert verklaarde hierover aan P-Magazine dat dit nieuws naar buiten kwam dankzij haar toedoen, dat ze al langer op de hoogte was van het misbruik en nooit de bedoeling had zelf Miss België te worden. P-Magazine kroonde haar daarop tot Miss Rebelgium als ludieke erkenning voor haar strijd op haar 26e verjaardag, waarop ze P-babe van de maand werd.
In oktober 2023 werd bekend dat Pensaert in samenwerking met verschillende ex-missen een kalender zou uitbrengen die het misbruik in de wereld der missverkiezingen op ludieke manier aanklaagt ten voordele van De Warmste Week.

### ISIS Fashion Awards
Op 8 mei 2025 stormde Flore het podium op van de ISIS Fashion Awards. Hierbij declareerde ze activistische statements tegen het adres van organisator Jan-Willem Breure, die een documentaire maakte genaamd "Are All Men Pedophiles?".
Pensaert verklaarde aan PowNed dat deze documentaire pedofilie glorificeert en excuseert, en dat Jan-Willem Breure zich schuldig maakte aan grensoverschrijdend gedrag achter de schermen van de ISIS Fashion Awards. Daarbij verklaarde ze dat meerdere modellen hiervan slachtoffer geworden waren waaronder zijzelf tijdens de editie van 2024.

## Trivia
- In 2019 was Pensaert te zien in Spoed 24/7 met haar vader. Er werd een vermoeden van kanker uitgesproken, maar dit bleek slechts een lymfeklierinfectie te zijn. Ze is daarnaast ook te zien in kortfilms als actrice.[12][13]
- In 2023 verscheen Pensaert in "My Body & Me", een rubriek van Flair, waarin ze haar relatie met haar lichaam bespreekt.[14]
- Pensaert liep in 2022, 2023 & 2024 catwalks voor Leicester Fashion Week & London Fashion Week.[15]